# Liste der Baudenkmale in Niemetal
In der Liste der Baudenkmale in Niemetal sind alle Baudenkmale der niedersächsischen Gemeinde Niemetal im Landkreis Göttingen aufgelistet. Der Stand der Liste ist das Jahr 1993.

## Allgemein
Niemetal entstand am 1. Januar 1973 aus den Gemeinden Ellershausen bei Münden, Imbsen, Löwenhagen und Varlosen.
In den Spalten befinden sich folgende Informationen:
- Lage: die Adresse des Baudenkmales und die geographischen Koordinaten. Kartenansicht, um Koordinaten zu setzen. In der Kartenansicht sind Baudenkmale ohne Koordinaten mit einem roten Marker dargestellt und können in der Karte gesetzt werden. Baudenkmale ohne Bild sind mit einem blauen Marker gekennzeichnet, Baudenkmale mit Bild mit einem grünen Marker.
- Bezeichnung: Bezeichnung des Baudenkmales
- Beschreibung: die Beschreibung des Baudenkmales. Unter § 3 Abs. 2 NDSchG werden Einzeldenkmale und unter § 3 Abs. 3 NDSchG Gruppen baulicher Anlagen und deren Bestandteile ausgewiesen.
- ID: die Objekt-ID des Baudenkmales
- Bild: ein Bild des Baudenkmales, ggf. zusätzlich mit einem Link zu weiteren Fotos des Baudenkmals im Medienarchiv Wikimedia Commons. Wenn man auf das Kamerasymbol klickt, können Fotos zu Baudenkmalen aus dieser Liste hochgeladen werden:

## Ellershausen
| Lage                                        | Bezeichnung              | Beschreibung | ID       | Bild |
| ------------------------------------------- | ------------------------ | --- | -------- | ---- |
| Försterberg 1 51° 30′ 39″ N, 9° 41′ 3″ O    | Wohn-/Wirtschaftsgebäude | Möglicherweise besteht kein Denkmalschutz mehr, da kein Eintrag im Denkmalatlas 2020 vorliegt. Die Haardstraße wurde in den Achtziger-Jahren in "Försterberg" umbenannt.                                                |          | BW   |
| Försterberg 16 51° 30′ 45″ N, 9° 40′ 57″ O  | Wohn-/Wirtschaftsgebäude | Möglicherweise besteht kein Denkmalschutz mehr, da kein Eintrag im Denkmalatlas 2020 vorliegt. -Die Haardstraße wurde in den Achtziger-Jahren in "Försterberg" umbenannt.                                               |          |      |
| Lange Straße 8 51° 30′ 36″ N, 9° 41′ 7″ O   | Wohn-/Wirtschaftsgebäude | | 35273632 |      |
| Lange Straße 16 51° 30′ 39″ N, 9° 41′ 4″ O  | Wohn-/Wirtschaftsgebäude | Möglicherweise besteht kein Denkmalschutz mehr, da kein Eintrag im Denkmalatlas 2020 vorliegt. |          | BW   |
| Lange Straße 17 51° 30′ 37″ N, 9° 41′ 0″ O  | Wohn-/Wirtschaftsgebäude | Möglicherweise besteht kein Denkmalschutz mehr, da kein Eintrag im Denkmalatlas 2020 vorliegt. |          | BW   |
| Lange Straße 19 51° 30′ 37″ N, 9° 40′ 59″ O | Kapelle                  | Die Kirche wurde im Jahre 1801 erbaut. Es ist ein schlichter Bau mit drei Achsen, auf dem Dach befindet sich ein Giebelreiter. Die Taufe aus der Mitte des 18. Jahrhunderts stammt wahrscheinlich aus dem Vorgängerbau. | 35273764 |      |
| Lange Straße 20 51° 30′ 38″ N, 9° 41′ 1″ O  | Wohn-/Wirtschaftsgebäude | | 35273785 |      |
| Lange Straße 34 51° 30′ 39″ N, 9° 40′ 52″ O | Wohn-/Wirtschaftsgebäude | Einzeldenkmal der Baudenkmal-Gruppe Lange Straße 34–44 (ID 35231153). Diese Gruppe von Fachwerkhäusern wurde fast komplett in der zweiten Hälfte des 19. Jahrhunderts erbaut.                                           | 35273805 | BW   |
| Lange Straße 36 51° 30′ 39″ N, 9° 40′ 50″ O | Wohn-/Wirtschaftsgebäude | Einzeldenkmal der Baudenkmal-Gruppe Lange Straße 34–44 (ID 35231153). Diese Gruppe von Fachwerkhäusern wurde fast komplett in der zweiten Hälfte des 19. Jahrhunderts erbaut.                                           | 35273827 | BW   |
| Lange Straße 38 51° 30′ 39″ N, 9° 40′ 48″ O | Wohn-/Wirtschaftsgebäude | Einzeldenkmal der Baudenkmal-Gruppe Lange Straße 34–44 (ID 35231153). Diese Gruppe von Fachwerkhäusern wurde fast komplett in der zweiten Hälfte des 19. Jahrhunderts erbaut.                                           | 35273849 |      |
| Lange Straße 40 51° 30′ 38″ N, 9° 40′ 46″ O | Wohn-/Wirtschaftsgebäude | Einzeldenkmal der Baudenkmal-Gruppe Lange Straße 34–44 (ID 35231153). Diese Gruppe von Fachwerkhäusern wurde fast komplett in der zweiten Hälfte des 19. Jahrhunderts erbaut.                                           | 35273871 | BW   |
| Lange Straße 42 51° 30′ 38″ N, 9° 40′ 44″ O | Wohn-/Wirtschaftsgebäude | Einzeldenkmal der Baudenkmal-Gruppe Lange Straße 34–44 (ID 35231153). Diese Gruppe von Fachwerkhäusern wurde fast komplett in der zweiten Hälfte des 19. Jahrhunderts erbaut.                                           | 35273893 | BW   |
| Lange Straße 44 51° 30′ 38″ N, 9° 40′ 43″ O | Wohn-/Wirtschaftsgebäude | Einzeldenkmal der Baudenkmal-Gruppe Lange Straße 34–44 (ID 35231153). Diese Gruppe von Fachwerkhäusern wurde fast komplett in der zweiten Hälfte des 19. Jahrhunderts erbaut.                                           | 35273915 | BW   |
| Lange Straße 49 51° 30′ 37″ N, 9° 40′ 42″ O | Wohn-/Wirtschaftsgebäude | | 35273937 |      |

## Imbsen
| Lage                                         | Bezeichnung              | Beschreibung | ID       | Bild           |
| -------------------------------------------- | ------------------------ | --- | -------- | -------------- |
| Dorfstraße 5,7,9 51° 31′ 15″ N, 9° 43′ 33″ O | Gut                      | Ehemaliges Gut von Stockhausen. Die Baudenkmal-Gruppe Dorfstraße 5,7,9 (Gut Imbsen) besteht im Wesentlichen aus Scheune/Speicher Dorfstr. 9 (ID 35274117), offene Wagenremise (ID 35274164), Nebengebäude (ID 35274140), Herrenhaus (ID 35274093), Scheune (ID 35274070), Nebengebäude (ID 35274002) und Wohnhaus Dorfstr. 5 (ID 35273978). | 35231167 |                |
| Dorfstraße 11 51° 31′ 16″ N, 9° 43′ 37″ O    | Wohnhaus                 | | 35274187 |                |
| Dorfstraße 15 51° 31′ 17″ N, 9° 43′ 36″ O    | Wohn-/Wirtschaftsgebäude | | 35274207 |                |
| Dorfstraße 21 51° 31′ 16″ N, 9° 43′ 42″ O    | Scheune                  | Stattliche Längsdurchfahrtscheune. Möglicherweise besteht kein Denkmalschutz mehr, da kein Eintrag im Denkmalatlas 2020 vorliegt. Dorfstraße 19 verfügt über keine Scheune. |          |                |
| Dorfstraße 51° 31′ 17″ N, 9° 43′ 40″ O       | Kirche                   | | 35273957 | Weitere Bilder |
| Göttinger Weg 51° 31′ 17″ N, 9° 43′ 50″ O    | Ehrenmal                 | | 35274249 |                |

## Löwenhagen
| Lage                                                             | Bezeichnung                  | Beschreibung | ID       | Bild           |
| ---------------------------------------------------------------- | ---------------------------- | --- | -------- | -------------- |
| Kohlenbergstraße 2/Zum Gut 51° 31′ 17″ N, 9° 42′ 17″ O           | Gut Löwenhagen               | Das Herrenhaus wurde 1905 in historisierender Formensprache errichtet, der umgebende Gutspark mit dem Erbbegräbnis der Herren von Stockhausen wurde in der Zeit um 1900 eingerichtet. Zum Gut gehören außerdem der „Alte Park“ sowie ein Wohnnebengebäude an der Kohlenbergstraße. Einzeldenkmale innerhalb der Denkmalgruppe: Schloß Löwenhagen Kohlenbergstraße 2 (ID 35274311), Park (ID 35274334), Wohnhaus Kohlenbergstraße 3 (ID 35273607), zwei Scheunen (ID 35274529), Wohnhaus Zum Gutshof 1,3,5,7,9 (ID 35274505), Baumbestand westlich der Kirche (ID 35274892), Kirche mit Friedhof, sowie eine Brücke im Gutspark und an der Kohlenbergstraße. (ID 35274289 und 35275009) | 35231182 | Weitere Bilder |
| Zum Gutshof 51° 31′ 15″ N, 9° 42′ 20″ O                          | Kirche St. Michael           | Die querrechteckige Kirche wurde 1792 erbaut. Bauherr war der damalige Patron Ernst Friedrich Christian Börries von Stockhausen. Die Kirche hat fünf Achsen, auf dem Walmdach befindet sich ein Dachreiter. Die Ausstattung im Inneren ist aus der Bauzeit. Einzeldenkmal der Baudenkmal-Gruppe Schloß/Gut Löwenhagen (ID 35231182). Dazu gehört auch der Friedhof (ID 35274575) mit Grabmalen südlich der Kirche. | 35274552 | Weitere Bilder |
| 500 m westlich des Schlosses im Wald 51° 31′ 16″ N, 9° 41′ 50″ O | Erbbegräbnis von Stockhausen | | 35274269 |                |
| Kohlenbergstraße 5 51° 31′ 18″ N, 9° 42′ 12″ O                   | Wohnhaus und Nebengebäude    | | 35274376 | BW             |
| Niemetalstraße 14a 51° 31′ 13″ N, 9° 42′ 25″ O                   | Wohnhaus                     | | 35274419 |                |
| Niemetalstraße 17 51° 31′ 12″ N, 9° 42′ 10″ O                    | Hofanlage Niemetalstraße 17  | Baudenkmal-Gruppe ohne Einzeldenkmale | 35231197 |                |
| Niemetalstraße 24 (22) 51° 31′ 13″ N, 9° 42′ 8″ O                | Wohnhaus                     | Einzeldenkmal der Baudenkmal-Gruppe Niemetalstraße 24,26 (ID 35231211) | 35274461 |                |
| Niemetalstraße 26 51° 31′ 13″ N, 9° 42′ 5″ O                     | Wohn-/Wirtschaftsgebäude     | Einzeldenkmal der Baudenkmal-Gruppe Niemetalstraße 24,26 (ID 35231211) | 35274483 |                |
| Schulstraße 3 51° 31′ 15″ N, 9° 42′ 9″ O                         | Ehem. Schule                 | Die ehemalige Schule wurde um 1900 erbaut. Heute befindet sich hier ein Kindergarten. Möglicherweise besteht kein Denkmalschutz mehr, da das Objekt im Denkmalatlas 2020 nicht erfasst ist. |          |                |

## Varlosen
| Lage                                                    | Bezeichnung              | Beschreibung | ID       | Bild           |
| ------------------------------------------------------- | ------------------------ | --- | -------- | -------------- |
| Bührener Straße 4 51° 30′ 10″ N, 9° 42′ 31″ O           | Wohnhaus                 | langgestrecktes, doppelstöckiges Fachwerkgebäude, erbaut 1671 | 35274665 |                |
| Bührener Straße 6 51° 30′ 10″ N, 9° 42′ 30″ O           | Wohnhaus                 | Möglicherweise besteht kein Denkmalschutz mehr, da das Objekt im Denkmalatlas 2020 nicht erfasst ist. |          | BW             |
| Bührener Straße 7 51° 30′ 6″ N, 9° 42′ 29″ O            | Wohnhaus                 | Möglicherweise besteht kein Denkmalschutz mehr, da das Objekt im Denkmalatlas 2020 nicht erfasst ist. |          | BW             |
| Bührener Straße 8 51° 30′ 9″ N, 9° 42′ 29″ O            | Wohnhaus                 | Möglicherweise besteht kein Denkmalschutz mehr, da das Objekt im Denkmalatlas 2020 nicht erfasst ist. |          | BW             |
| Bührener Straße 10 51° 30′ 9″ N, 9° 42′ 28″ O           | Wohnhaus                 | Möglicherweise besteht kein Denkmalschutz mehr, da das Objekt im Denkmalatlas 2020 nicht erfasst ist. |          | BW             |
| Bührener Straße 15 51° 30′ 5″ N, 9° 42′ 26″ O           | Wohnhaus                 | Möglicherweise besteht kein Denkmalschutz mehr, da das Objekt im Denkmalatlas 2020 nicht erfasst ist. |          | BW             |
| Bührener Straße 17 51° 30′ 5″ N, 9° 42′ 24″ O           | Wohnhaus                 | Möglicherweise besteht kein Denkmalschutz mehr, da das Objekt im Denkmalatlas 2020 nicht erfasst ist. |          | BW             |
| Hinterdorfstraße 6 51° 30′ 7″ N, 9° 42′ 58″ O           | Wohnhaus                 | Möglicherweise besteht kein Denkmalschutz mehr, da das Objekt im Denkmalatlas 2020 nicht erfasst ist. Das Haus scheint zudem abgerissen zu sein. |          | BW             |
| Hinterdorfstraße 10 51° 30′ 7″ N, 9° 42′ 55″ O          | Wohnhaus                 | Möglicherweise besteht kein Denkmalschutz mehr, da das Objekt im Denkmalatlas 2020 nicht erfasst ist. |          | BW             |
| Hinterdorfstraße 14 51° 30′ 6″ N, 9° 42′ 50″ O          | Wohnhaus                 | Möglicherweise besteht kein Denkmalschutz mehr, da das Objekt im Denkmalatlas 2020 nicht erfasst ist. |          | BW             |
| Hinterdorfstraße 31 51° 30′ 5″ N, 9° 42′ 38″ O          | Wohnhaus                 | | 35274685 |                |
| Im Winkel 2 51° 30′ 11″ N, 9° 42′ 37″ O                 | Wohn-/Wirtschaftsgebäude | Denkmalgeschützt ist auch der Staketzaun entlang der Straße. (ID 35274916) | 35274705 |                |
| Im Winkel 3 51° 30′ 13″ N, 9° 42′ 39″ O                 | Wohnhaus                 | Möglicherweise besteht kein Denkmalschutz mehr, da das Objekt im Denkmalatlas 2020 nicht erfasst ist. |          | BW             |
| Im Winkel 5 51° 30′ 13″ N, 9° 42′ 41″ O                 | Wohnhaus                 | Möglicherweise besteht kein Denkmalschutz mehr, da das Objekt im Denkmalatlas 2020 nicht erfasst ist. |          | BW             |
| Löwenhagener Straße 1 51° 30′ 12″ N, 9° 42′ 36″ O       | Wohn-/Wirtschaftsgebäude | | 35274726 | BW             |
| Löwenhagener Straße 4 51° 30′ 12″ N, 9° 42′ 37″ O       | Wohn-/Wirtschaftsgebäude | | 35274746 | BW             |
| Mitteldorfstraße (neben 2) 51° 30′ 9″ N, 9° 43′ 2″ O    | Ehrenmal                 | | 35274766 |                |
| Mitteldorfstraße 6 51° 30′ 10″ N, 9° 42′ 59″ O          | Wohn-/Wirtschaftsgebäude | Möglicherweise ist das ursprünglich denkmalgeschützte Gebäude ersetzt worden. Im Denkmalatlas 2020 ist es zudem nicht mehr erfasst. |          | BW             |
| Mitteldorfstraße 9 51° 30′ 9″ N, 9° 42′ 55″ O           | Wohnhaus                 | Möglicherweise besteht kein Denkmalschutz mehr, da das Objekt im Denkmalatlas 2020 nicht erfasst ist. |          | BW             |
| Mitteldorfstraße 13 51° 30′ 7″ N, 9° 42′ 52″ O          | Kirche St. Michael       | Die Kirche wurde im Jahre 1794 erbaut, der Vorgängerbau wurde abgerissen. Die Kirche hat fünf Achsen, der Westturm schließt sich an den Saal an. Der Turm hat eine Welsche Haube mit einer Laterne. Im Inneren befindet sich eine Orgel von dem Orgelbauer Johann Stephan Heeren aus dem Jahre 1791. | 35274809 | Weitere Bilder |
| Mitteldorfstraße 20 51° 30′ 9″ N, 9° 42′ 46″ O          | Wohnhaus                 | Möglicherweise besteht kein Denkmalschutz mehr, da das Objekt im Denkmalatlas 2020 nicht erfasst ist. |          | BW             |
| Mitteldorfstraße 21 51° 30′ 8″ N, 9° 42′ 46″ O          | Wohnhaus                 | | 35274830 | BW             |
| Mitteldorfstraße 22 51° 30′ 9″ N, 9° 42′ 45″ O          | Wohnhaus                 | Möglicherweise besteht kein Denkmalschutz mehr, da das Objekt im Denkmalatlas 2020 nicht erfasst ist. |          | BW             |
| Mitteldorfstraße 24 51° 30′ 9″ N, 9° 42′ 42″ O          | Wohnhaus                 | Möglicherweise besteht kein Denkmalschutz mehr, da das Objekt im Denkmalatlas 2020 nicht erfasst ist. |          | BW             |
| Ochsenwinkel 1 51° 30′ 12″ N, 9° 42′ 56″ O              | Backhaus                 | | 35274872 | BW             |
| 1200 m südöstlich des Ortes 51° 29′ 41″ N, 9° 43′ 39″ O | Eisenbahnbrücke          | | 35274645 |                |